# Ronald Golias
Ronald Golias (São Carlos, 4 mei 1929 – 27 september 2005) was een Braziliaans acteur en komiek.
Golias begon zijn carrière oorspronkelijk als een kleermaker en verzekeringsagent, maar in de jaren 50 werd hij door Manoel de Nóbrega ontdekt als komiek. Hij kreeg van Nóbrega werk aangeboden voor televisie en radio. Deze optredens waren een groot succes, waardoor Golias ook werk als acteur kreeg aangeboden. Hij speelde in totaal in tien films.
Golias' laatste optreden was in de televisieserie "Meu Cunhado". Toen Golias stierf, waren er 22 afleveringen van deze serie nog niet uitgezonden. Doordat zijn familie specifiek vroeg om te stoppen met het uitzenden van de serie na Golias' overlijden werd het onwaarschijnlijk dat deze afleveringen ooit nog vertoond zullen worden.

## Films
- Golias Contra o Homem das Bolinhas (1969)
- Agnaldo, Perigo à Vista (1968)
- Marido Barra Limpa (1967)
- O Homem Que Roubou a Copa do Mundo (1963)
- Os Cosmonautas (1962)
- O Dono da Bola (1961)
- Os Três Cangaceiros (1961)
- Tudo Legal (Bronco) (1960)
- Vou Te Contá (1958)
- Um Marido Barra Limpa (1957)

## Televisieshows
- "A Praça da Alegria" (1956) - Pacífico
- "Quatro Homens Juntos" (1965) - Carne de Pescoço/Tony Frank
- "Ceará Contra 007" (1965) - Bartolomeu
- "A Família Trapo" (1967) - Bronco
- "Superbronco" (his only unsuccessful show) (1979) - Bronco
- "Bronco" (1986) - Bronco
- "A Praça É Nossa" (1990 - 2005) - Pacífico, Bartolomeu Guimarães, The Master, Isolda and Profeta
- "Escolinha do Golias" (1991 - 1996) - Pacífico
- "Meu Cunhado" (2004) - Bronco